# Synagoge (Leiden)
De synagoge in de Nederlandse stad Leiden staat aan het Levendaal 16. Het is een actieve synagoge; de Joodse Gemeente Leiden houdt regelmatig haar diensten in deze sjoel.

## Geschiedenis
Op deze plaats staat al vanaf 1723 een synagoge. Op 14 januari van dat jaar kocht Aron van Praagh hier een huis en erf aan de noordzijde van ‘t Oude Levendaal voor f 280.-, dat hij inrichtte als gebedshuis.
Op 16 maart 1731 verzocht Barent Salomons als kerkmeester aan de "Burgemeesteren" om veranderingen
aan het gekochte huis te mogen aanbrengen. Het verzoek werd toegestaan en men vernieuwde de onderpui met een deur in het midden en aan weerszijden een venster, en boven de onderpui een of twee vensters. Dit gebouw bleef dienstdoen tot 1762. Toen werd binnen zes maanden op dezelfde plaats een nieuwe synagoge gebouwd met daar aan verbonden een consistoriekamer en een ritueel bad. Het gebouw kreeg toen de gevelindeling, zoals die tot op heden gebleven is, inclusief de gevelsteen met een inscriptie in Hebreeuwse tekens die in vertaling luidt: De heerlijkheid van dit laatste huis zal groter worden, dan van het eerste, zegt de HERE der heirscharen (Hag. 2:9).
Bij de buskruitramp van 12 januari 1807 werd de synagoge zwaar beschadigd, maar weer hersteld. In 1858 bleek alsnog een grondige verbouwing noodzakelijk. Het gebouw werd met behoud van de gevelindeling vrijwel geheel vernieuwd. In de Tweede Wereldoorlog werd het gebouw zwaar beschadigd en leeggeroofd. Pas op 2 juni 1947 kon de synagoge na gedeeltelijk herstel weer in gebruik worden genomen door de meer dan gehalveerde joodse gemeenschap. M. Seyffers werd geïnstalleerd als voorganger in plaats van Victor Ephraim Bloemkoper, die op 30 april 1943 in Sobibor was omgekomen.

## Parochot
De Leidse synagoge kreeg na de Tweede Wereldoorlog de beschikking over zes antieke parochot, die oorspronkelijk afkomstig waren uit Heenvliet, Hoorn, Middelharnis, Ommen en uit Leiden zelf. Een parochet is het gordijn (voorhangsel) dat voor de kast hangt waar de Thorarollen worden bewaard.

## Enkele afbeeldingen van het interieur

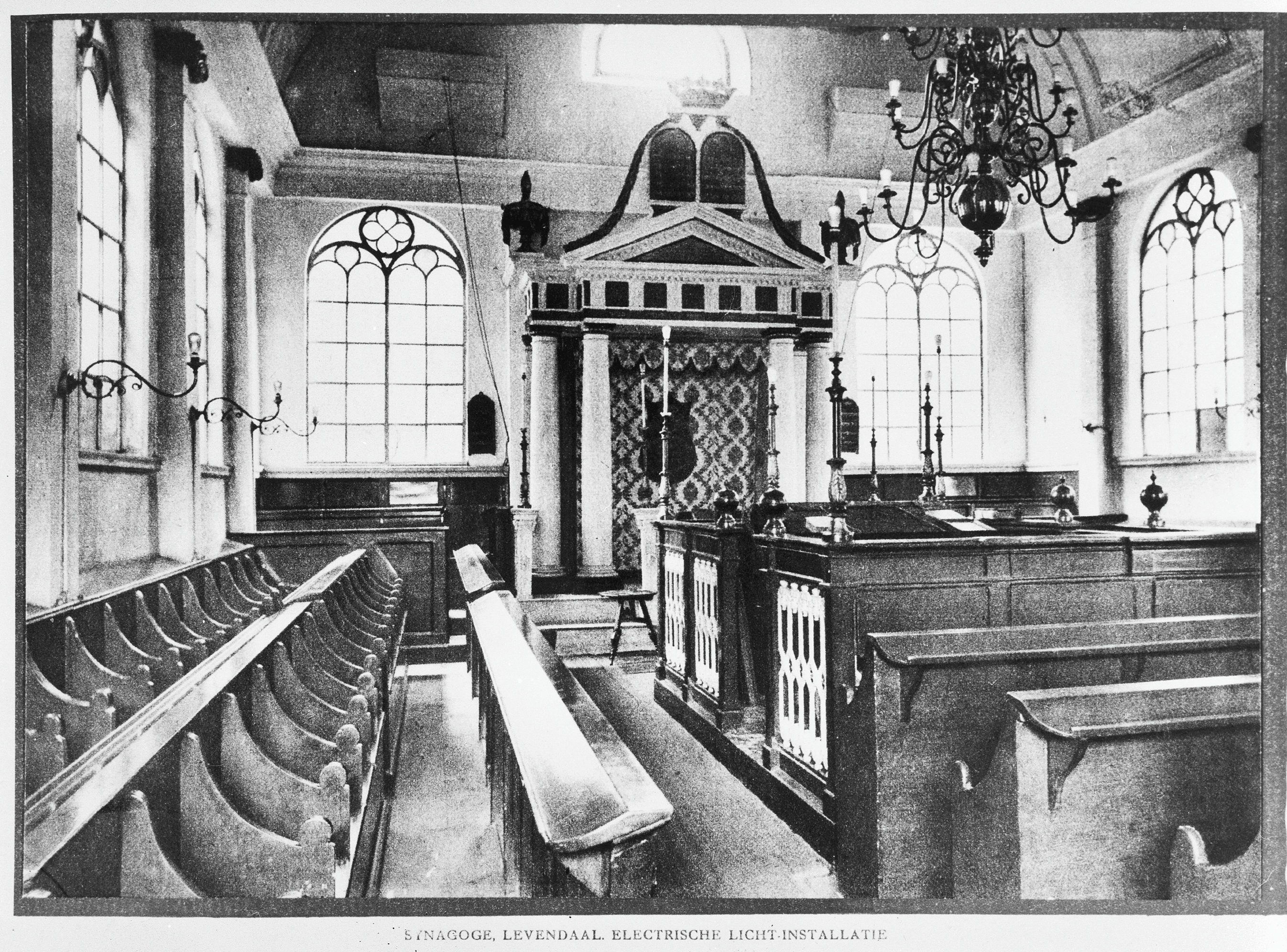
Oude prentbriefkaart. Onderschrift: Synagoge, Levendaal. Electrische lichtinstallate
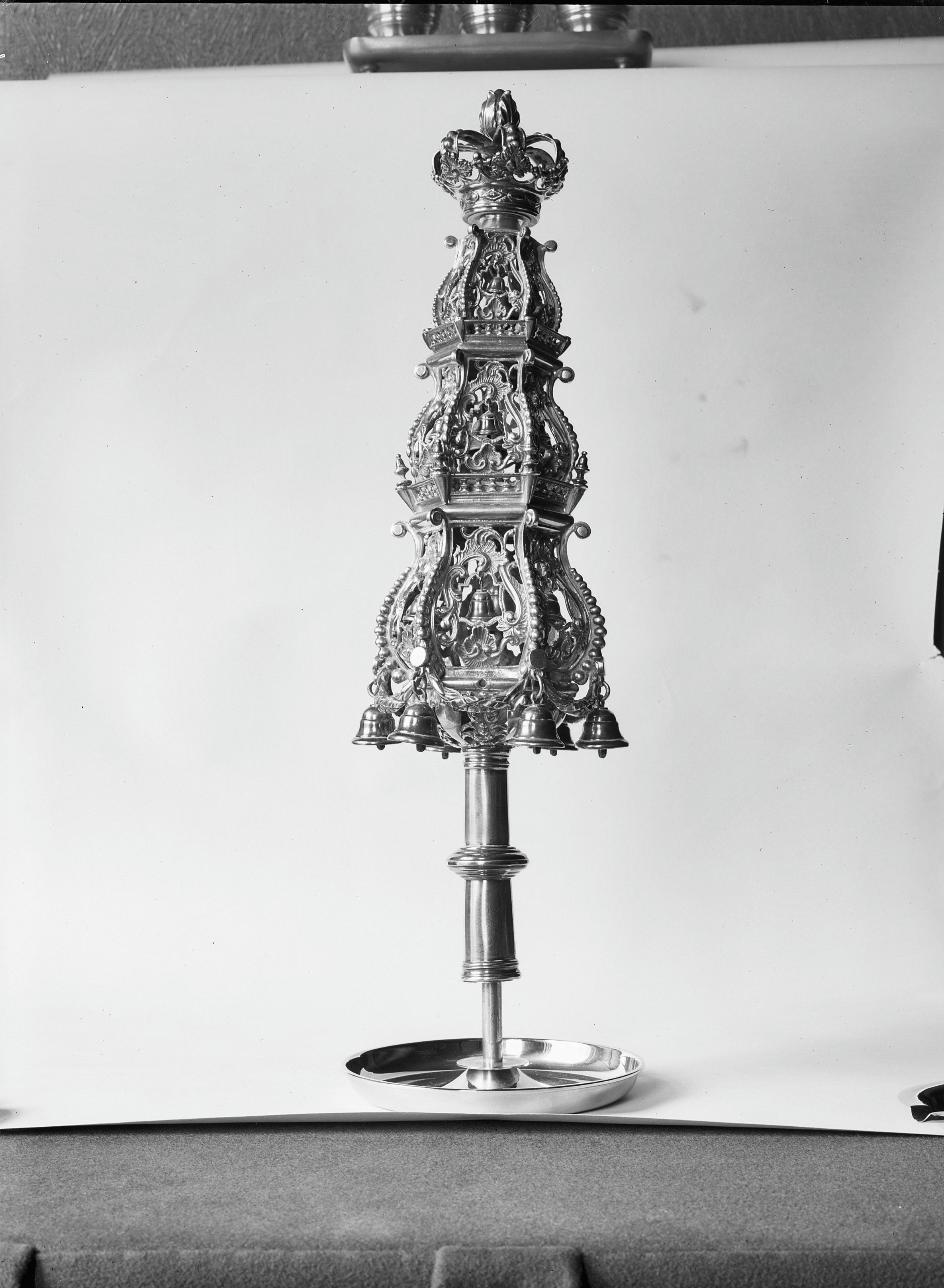
Siertoren (dec. 1938)
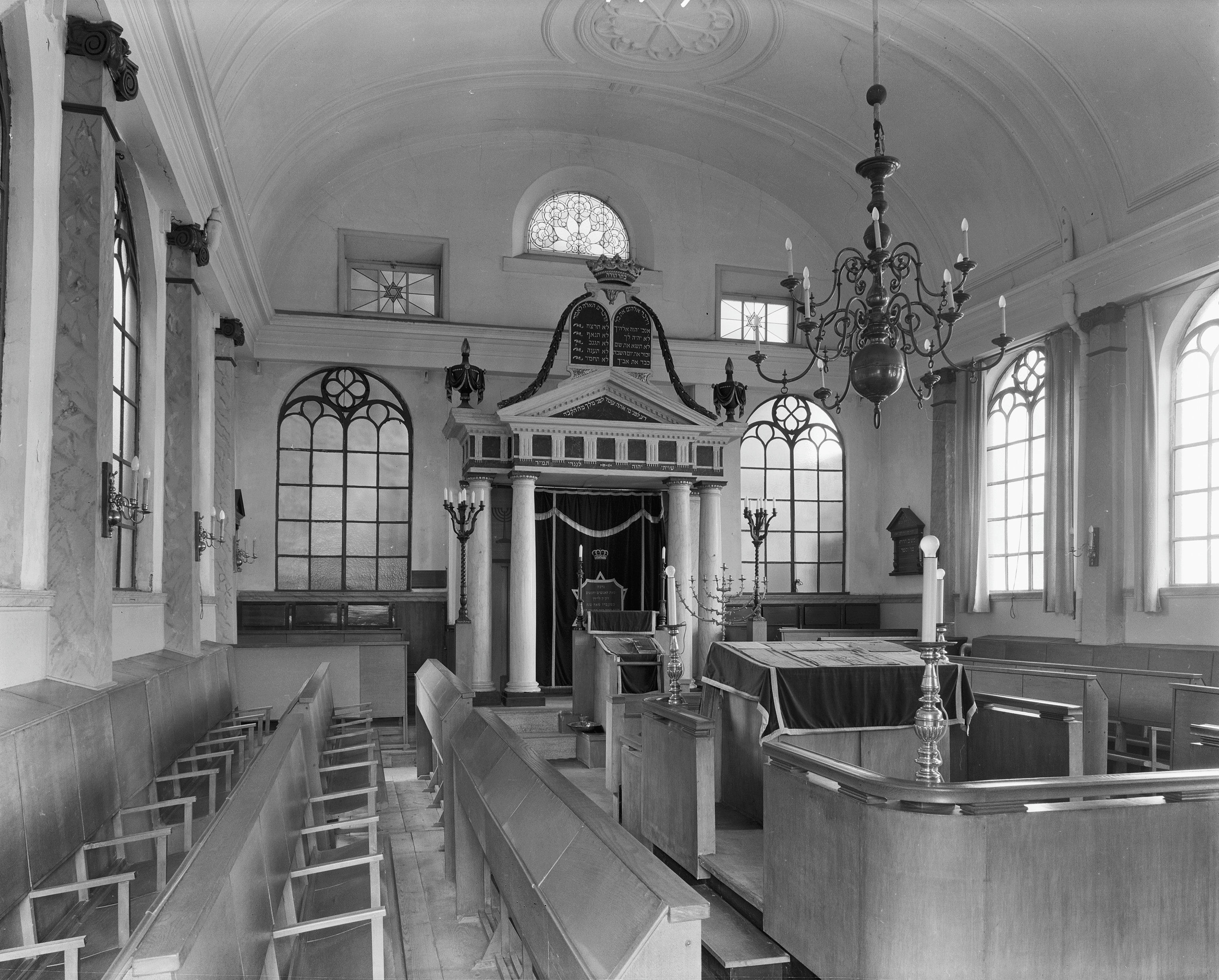
(mei 1967)
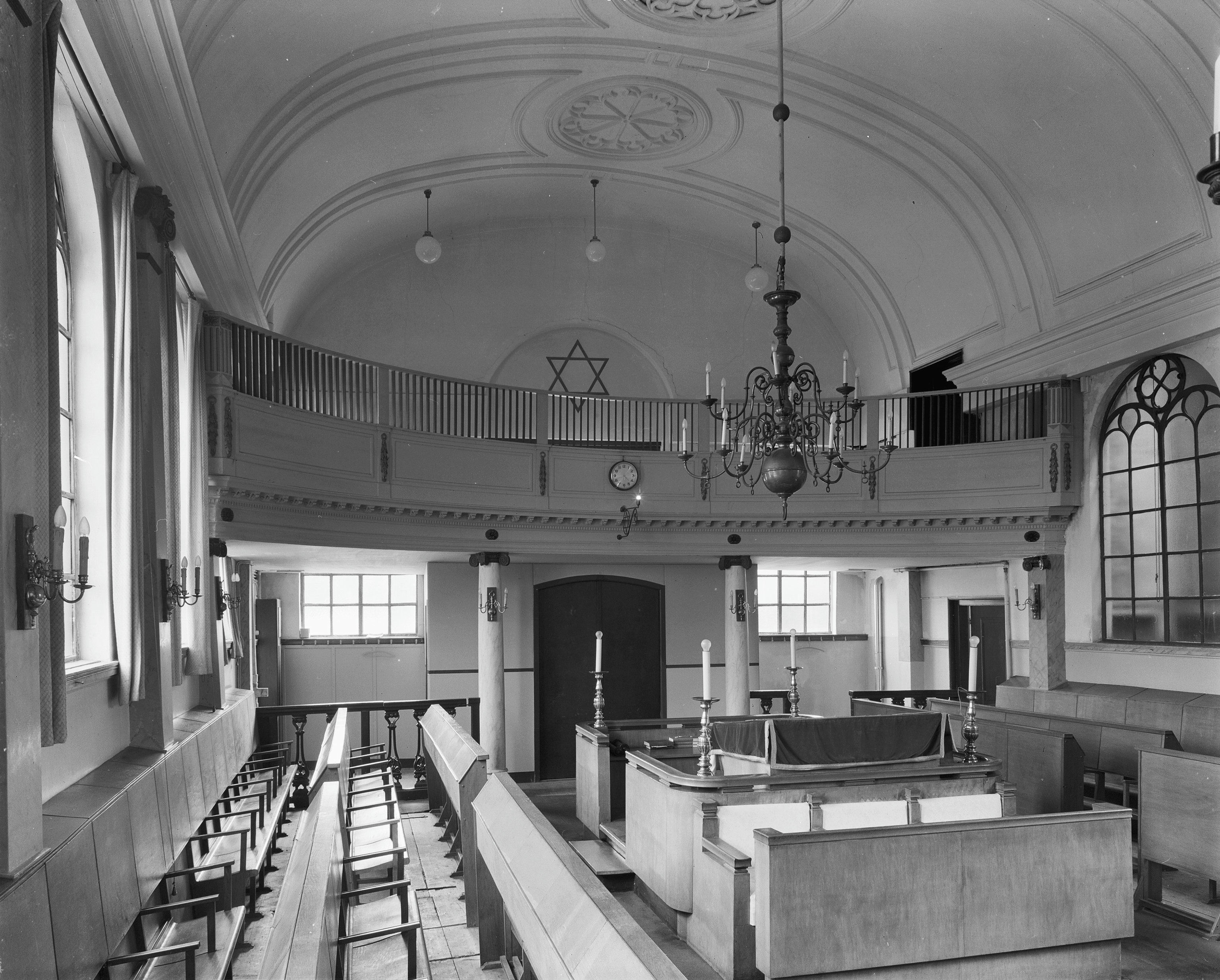
(mei 1967)
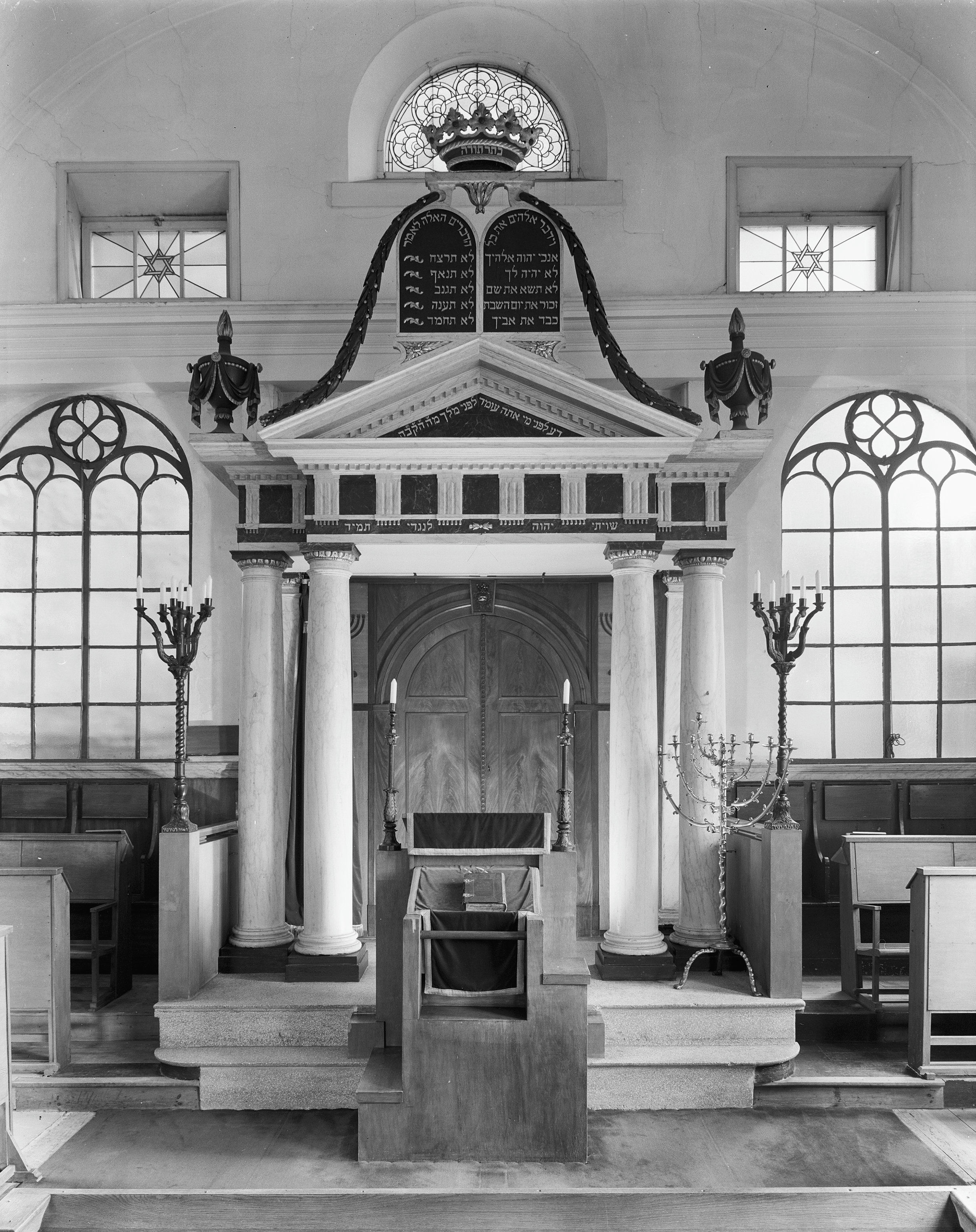
Arke (mei 1970)
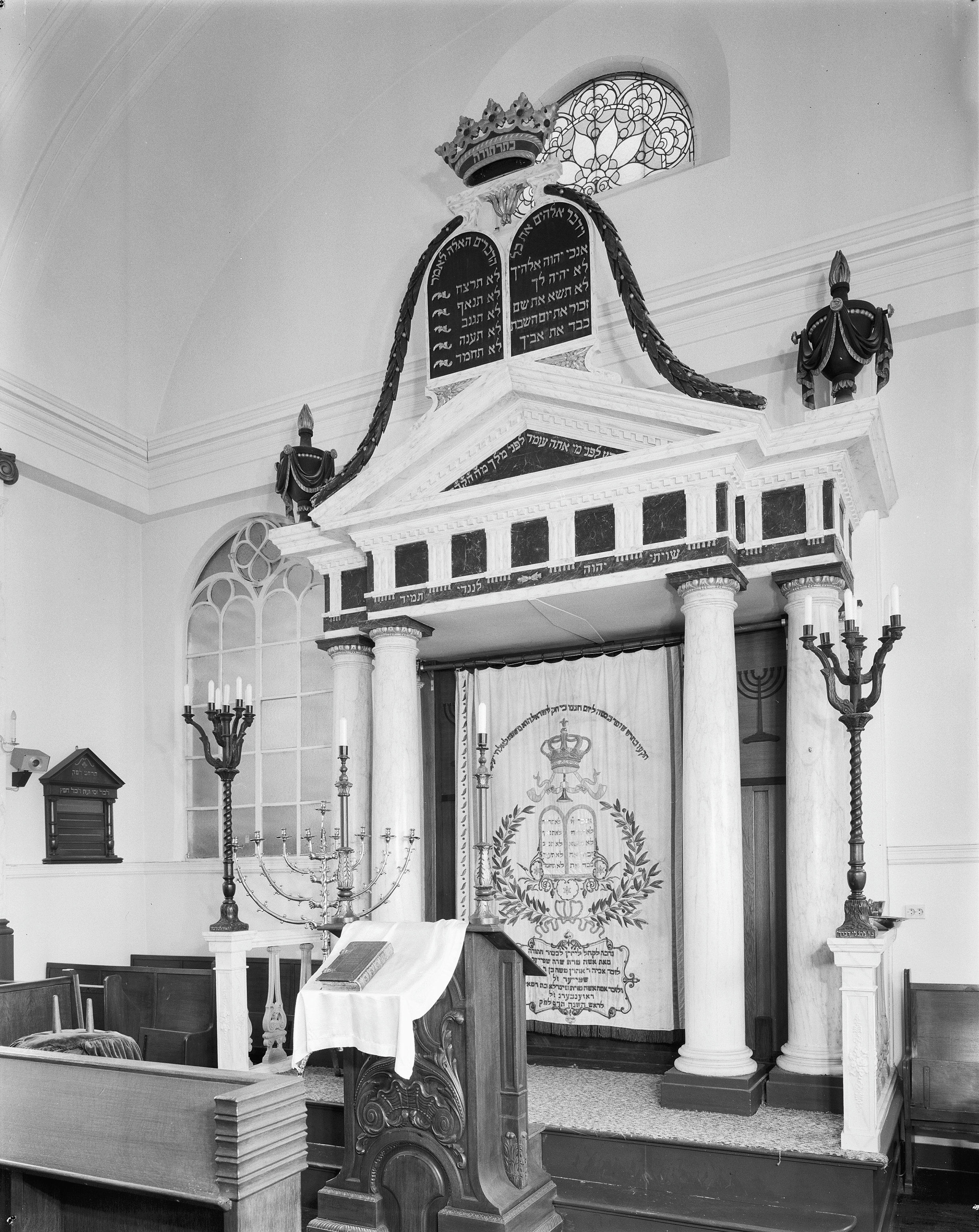
Arke (okt. 1984)